# María Isabel Curubeto Godoy
María Isabel Curubeto Godoy (San Juan de la Frontera, 1896 - Buenos Aires, 25 de agosto de 1959) fue una pianista y compositora argentina. Hija de padres sanjuaninos y músicos también, fue la cuarta de diez hermanos.
Sus padres la iniciaron en el piano con cuatro años. A los seis años se presentó a un examen libre en la Academia Santa Cecilia de la provincia de Córdoba. Con nueve años dominaba el teclado. De pequeña descubrió dotes excepcionales ante Puccini y Berutti. Puccini le recomendó por escrito, consiguiéndole una beca del gobierno nacional para estudiar en Milán. Aprovechó la estancia en Europa estudiando piano en Viena con Leschetitzky, y en Roma con Sgambati. Sin embargo, abandonó su actividad de concertista, para dedicarse exclusivamente a la composición de género opera. Fue también profesora de piano en la Universidad de La Plata.
En 1946 se estrenó en el Teatro Colón de Buenos Aires su ópera Paolo e Virginia (Pablo y Virginia), con libreto de Giuseppe Adami y Renato Simoni basado en la novela de Jacques-Henri Bernardin de Saint-Pierre. Esta ópera fue la primera obra lírica compuesta por una mujer compositora en ser estrenada en dicha sala.
Su condición de mujer le impidió probablemente conseguir un lugar destacado junto a compositores como Liszt o Chopin.

## Obra (selección)
- Vr composiciones para aver nfantiles.
- Dos piezas.
- Dos nocturnos.
- Un Estudio melódico.
- Carnavalesca.
- Dolora.
- Una Sonata, para piano.
- Música para la tragedia Fedra.
- Pablo y Virginia (Opera)
- La venganza de la Luna, ballet.